# Anilocra elviae
Anilocra elviae là một loài chân đều trong họ Cymothoidae. Loài này được Winfield, Alvarez & Ortiz miêu tả khoa học năm 2002.